# ヒラリー・ベン
ヒラリー・ジェイムズ・ウェッジウッド・ベン（英: Hilary James Wedgwood Benn、1953年11月26日）は、イギリス労働党の政治家。北アイルランド担当大臣。ゴードン・ブラウン政権で環境・食料・農村大臣を務めた。イギリスでは有名な政治家、トニー・ベンの次男にあたり、彼と区別するために小ベン（Benn the Younger）と呼ばれることもある。

## 経歴

### 若年期
1953年、ロンドンのハマースミスで生まれる。ヒラリーは、父トニーと母キャロラインの次男で、ベン家の政治家としては4世にあたる。父トニー・ベンは閣僚経験もある労働党左派の政治家として有名であり、母キャロラインは教育者であった。
Norland Place School、Westminster Under School、Holland Park Schoolに通った後、サセックス大学に進学。ここでソ連や東欧に関する研究を行った。在学中の1973年にロザリンド・ルーティと結婚するが、彼女は1979年、26歳にして癌で亡くなってしまう。その後1982年には、サリー・クリスティーナ・クラークと再婚している。 
卒業後、労働組合ASTMSのリサーチャーとなり、MSFの政策担当者も務めていた。

### 政界への進出
1979年、 イーリング・ロンドン特別区の区議会議員に選ばれ、1986年から1990年までは副代表を務めた。 1983年、1987年の総選挙の際には、労働党の庶民院議員候補としてイーリング北選挙区から出馬しているが、どちらも保守党の候補ハリー・グリーンウェイの前に敗北を喫する。
労働党が与党となった1997年、教育・雇用大臣となったデイヴィッド・ブランケットの政策アドバイザーとなる。1999年にリーズ中央選挙区選出の現職議員が死亡すると、ベンはすぐ予備選挙の候補者に選出された。彼はこの選挙でようやく初の当選を果たすが、得票差はわずか約2000票という、危うい勝利でもあった。また、彼はこの選挙区の事務所を、労働党の欧州議会議員・リチャード・コーベットと共同で使用している。
2001年の総選挙後、国際開発大臣のクレア・ショートのもとで政務次官に任命される。2002年、内務省で囚人・保護監察者を担当する閣外大臣に異動。2003年5月には、再び閣外大臣として国際開発省の担当となる。10月に同省大臣のヴァレリー・アモスが枢密院議長に就任すると、彼はそのまま国際開発大臣に昇進した。

### 副党首選挙とブラウン政権
トニー・ブレア労働党政権においてその働きが認められ、徐々に政府・党内においてその存在感を発揮する様になる。次第に次期副党首の有力候補としてベンの名も挙がりはじめ、YouGov社が行った労働党党員間の事前調査では、次期副党首にふさわしい人物として教育相アラン・ジョンソン18%、環境相デイヴィッド・ミリバンド17%、法務次官ハリエット・ハーマン10%、党幹事長ヘーゼル・ブリアーズ7%を抑え、27%がベンの名を挙げてトップとなった。しかし、ジョン・プレスコットの辞任に伴い行われた実際の副党首選挙では、ノミネートに必要な45名以上の推薦人の獲得に苦戦し、当選は果たせなかった。概して一般党員からの得票は多く獲得したものの、6人中4位の結果に終わり、新副党首にはハリエット・ハーマンが就任する。なお、父親のトニー・ベンも1981年の副党首選挙に出馬した経験があり、僅差で敗れている。
2007年6月28日にブラウン内閣が発足すると、ベンは新たに環境・食料・農村大臣に就任した。三度の内閣改造でいずれも留任し、ゴードン・ブラウン首相の辞任まで務めた。
2024年イギリス総選挙において、キア・スターマー党首率いる労働党が、地滑り的勝利を収め、14年ぶりに政権に返り咲き、新たに発足したスターマー内閣では北アイルランド担当大臣として入閣した。

## パーソナリティ

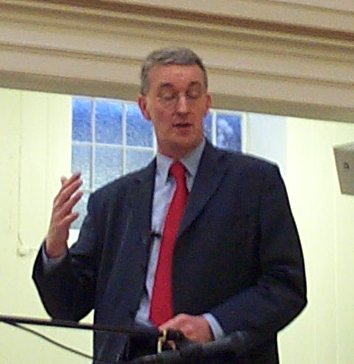
オックスフォード大学にて

父親がイギリスでは非常に有名な政治家であるため、必然的に親子で比較されることが多い。ヒラリーは父親と話し方や立ち振る舞いが非常に似ていることで知られ、父親同様に禁酒主義者・菜食主義者でもある。ヒラリーは父親がそうなる以前からの菜食主義者で、父トニーがベジタリアンとなったのは、ヒラリーの影響である。
一方、党内急進左派として名を馳せた父とは違い、政策的には中道で、「ニューレイバー」の信望者でもある。彼自身は、自分のことを「ベン姓ではあるが、ベン派ではない」と説明している。
ベン家はヒラリーを含め過去4代にわたり政治家を輩出し続けてきた名門で、彼の姪にあたるエミリー・ベンはわずか17歳にして次期総選挙の労働党候補として認定されたことで世間の注目を集めた。2010年6月までに予定されている次期総選挙で当選を果たせば、彼女は最年少議員記録を更新することになる。
マイケル、ジェイムズ、ジョナサン、キャロラインの4人の子供がおり、一家でチスウィックに住居を構えている。